# إليزابيث سبراغ كوليدغ
إليزابيث سبراغ كوليدغ (بالإنجليزية: Elizabeth Sprague Coolidge)‏ هي ملحنة وعازفة بيانو أمريكية، ولدت في 30 أكتوبر 1864 في شيكاغو في الولايات المتحدة، وتوفيت في 4 نوفمبر 1953 في كامبريدج في الولايات المتحدة.

## وصلات خارجية
- إليزابيث سبراغ كوليدغ على موقع الموسوعة البريطانية (الإنجليزية)
- إليزابيث سبراغ كوليدغ على موقع ميوزك برينز (الإنجليزية)